# Гуляев, Юрий Николаевич
Ю́рий Никола́евич Гуля́ев (до усыновления Се́верский; 5 июня 1938; Рязань, СССР — 29 октября 1999; Санкт-Петербург, Россия) — военный историк; старший научный сотрудник Отдела истории Отечественной войны 1812 года Военно-исторического музея артиллерии, инженерных войск и войск связи; член-корреспондент Российской академии ракетных и артиллерийских наук (1997); кандидат технических наук (1967); доцент (1971); инженер-полковник (1981).

## Биография
Родился в 5 июня 1938 году в Рязани. Сын Михаила Северского, пропавшего без вести во время Великой Отечественной войны. С 1955 года служил в Советской армии. В 1960 году окончил Рижское высшее военное авиационное инженерное училище имени Якова Алксниса. С 1971 года — доцент Ленинградской военной инженерной Краснознаменной академии им. А. Ф. Можайского (с 1991 Военный инженерно-космический Краснознамённый институт им. А. Ф. Можайского). Специализировался в области эксплуатации космических средств. В 1981 году получил звание инженер-полковника.
В 1991 году уволился из армии. С того же года — старший научный сотрудник Отдела истории Отечественной войны 1812 года Военно-исторического музея артиллерии, инженерных войск и войск связи. Состоял в отделении Научно-методического обеспечения подготовки кадров и истории развития вооружения и военной техники Северо-Западного регионального центра.
Кроме прочего, занимался исследованиями в области военной истории России XVIII—XIX веков, в частности изучением биографии М. И. Кутузова и истории кадетских корпусов. В 1992 году под руководством Гуляева в ВИМАИВиВС была открыта экспозиция, посвящённая полководческой и государственной деятельности М. И. Кутузова, а также Отечественной войне 1812 года. Экспозиция была открыта на базе экспонатов, вывезенных в том году из Дома-музея М. И. Кутузова в Болеславеце (Польша) после того как там в 1989—1991 годах в отношении него имели место акты вандализма. Также в ВИМАИВиВС был воссоздан и интерьер комнаты Кутузова в г. Бунцлау (прежнее название Болеславеца).
С 1997 года — член-корреспондент Российской академии ракетных и артиллерийских наук. С того же года преподавал историю военного искусства в Военно-космическом Петра Великого кадетском корпусе в Санкт-Петербурге.
Умер 29 октября 1999 года в Санкт-Петербурге.